# Katharina Hammerschmidt
Katharina Hammerschmidt, född 14 december 1943 i Danzig, död 29 juni 1975 i Väst-Berlin, var en medlem av Röda armé-fraktionens (RAF) så kallade första generation.

## Biografi
Hammerschmidt anslöt sig till RAF 1970. Hon var gruppen behjälplig genom att tillhandahålla lägenheter och som kurir. Inom kort blev hon efterlyst och flydde då till Frankrike. På inrådan av sin advokat Otto Schily återvände hon till Tyskland och överlämnade sig till de rättsliga myndigheterna.
I häktet insjuknade Hammerschmidt i cancer och avled den 29 juni 1975, tre år efter det att hon gripits. Schily och sympatisörer, men även flera oberoende läkare, anklagade fängelseledningen för oaktsamhet och för att inte ha givit henne adekvat behandling.
Den 27 mars 1993 utförde Kommando Katharina Hammerschmidt ett bombattentat mot Justizvollzugsanstalt Weiterstadt.